# Augustowo (powiat międzychodzki)
Augustowo – wieś sołecka w Polsce położona w województwie wielkopolskim, w powiecie międzychodzkim, w gminie Kwilcz.
W okresie Wielkiego Księstwa Poznańskiego (1815-1848) miejscowość wzmiankowana jako Augustowo folwark należała do wsi mniejszych w ówczesnym pruskim powiecie Międzyrzecz w rejencji poznańskiej. Augustowo folwark należał do okręgu kwileckiego tego powiatu i stanowił część majątku Lubosz, którego właścicielem był wówczas Daniel Barth. Według spisu urzędowego z 1837 roku wieś liczyła 9 mieszkańców, którzy zamieszkiwali jeden dym (domostwo).
W latach 1975–1998 miejscowość należała administracyjnie do województwa poznańskiego.
Zobacz też: Augustowo, Augustów